# Liste kantonaler Volksabstimmungen des Kantons Aargau
Die Liste kantonaler Volksabstimmungen des Kantons Aargau zeigt alle Volksabstimmungen des Kantons Aargau von 1970 bis 2024.

## Abstimmungen

### Seit 2020
| Datum      | Titel der Vorlage | Stimm-Beteiligung | Anteil Ja-Stimmen | Resultat   |
| ---------- | --- | ----------------- | ----------------- | ---------- |
| 24.11.2024 | Aargauische Volksinitiative "Für eine Demokratie mit Zukunft (Stimmrechtsalter 16 im Aargau)"                              | 41,19 %           | 19,81 %           | Abgelehnt  |
| 09.06.2024 | Verfassung des Kantons Aargau (Kurztitel und Klimaparagraf)                                                                | 41,85 %           | 56,87 %           | Angenommen |
| 18.06.2023 | Gesetz über die Ombudsstelle (Ombudsgesetz)                                                                                | 40,18 %           | 49,89 %           | Abgelehnt  |
| 18.06.2023 | Verdichtung des Bahnangebots der Regio-S-Bahn Stein-Säckingen-Laufenburg; Verpflichtungskredit                             | 40,17 %           | 47,55 %           | Abgelehnt  |
| 18.06.2023 | Aargauische Volksinitiative "Klimaschutz braucht Initiative! (Aargauische Klimaschutzinitiative)"                          | 40,53 %           | 32,09 %           | Abgelehnt  |
| 25.09.2022 | Verfassung des Kantons Aargau (Vertretungsregelung für Parlamentsmitglieder); Änderung vom 18. Januar 2022                 | 45,76 %           | 64,44 %           | Angenommen |
| 15.05.2022 | Aargauische Volksinitiative "Zur Schaffung der Möglichkeit der Amtsenthebung (Amtsenthebungsinitiative)" vom 04. Juni 2020 | 37,46 %           | 82,32 %           | Angenommen |
| 15.05.2022 | Steuergesetz (StG); Änderung vom 7. Dezember 2021                                                                          | 37,55 %           | 56,76 %           | Angenommen |
| 29.11.2020 | Verfassung des Kantons Aargau (Umsetzung des Bundesgesetzes über Geldspiele); Änderung vom 30. Juni 2020                   | 41,12 %           | 90,43 %           | Angenommen |
| 27.09.2020 | Verfassung des Kantons Aargau (Neuorganisation der Aargauer Volksschule); Änderung vom 10. Dezember 2019                   | 53,70 %           | 57,36 %           | Angenommen |
| 27.09.2020 | Schulgesetz (Neuorganisation der Führungsstrukturen der Aargauer Volksschule); Änderung vom 10. Dezember 2019              | 53,79 %           | 56,79 %           | Angenommen |
| 27.09.2020 | Energiegesetz des Kantons Aargau (EnergieG); Änderung vom 03. März 2020                                                    | 54,12 %           | 49,11 %           | Abgelehnt  |
| 09.02.2020 | Gesetz über das Kantons- und das Gemeindebürgerrecht (KBüG); Änderung vom 7. Mai 2019                                      | 38,0 %            | 64,81 %           | Angenommen |
|            | |                   |                   |            |

### 2010–2019
| Datum      | Titel der Vorlage | Stimm-Beteiligung | Anteil Ja-Stimmen | Resultat   |
| ---------- | --- | ----------------- | ----------------- | ---------- |
| 25.11.2018 | Verfassung des Kantons Aargau (Ständeratswahlrecht für Auslandschweizerinnen und Auslandschweizer); Änderung vom 28. August 2018   | 45,5 %            | 50,68 %           | Angenommen |
| 25.11.2018 | Aargauische Volksinitiative "JA! für euse Wald" vom 14. Februar 2017                                                               | 45,5 %            | 35,27 %           | Abgelehnt  |
| 23.09.2018 | Aargauische Volksinitiative "Millionärssteuer – Für eine faire Vermögenssteuer im Aargau" vom 24. Juni 2016                        | 35,7 %            | 25,41 %           | Abgelehnt  |
| 04.03.2018 | Gesetz über Ausbildungsbeiträge (Stipendiengesetz; StipG); Änderung vom 7. November 2017                                           | 48,8 %            | 61,10 %           | Angenommen |
| 21.05.2017 | Aargauische Volksinitiative "Bezahlbare Krankenkassenprämien für alle" vom 21. April 2016                                          | 41,7 %            | 34,05 %           | Abgelehnt  |
| 12.02.2017 | Aargauische Volksinitiative "Chancen für Kinder – Zusammen gegen Familienarmut" vom 23. Dezember 2009                              | 42,2 %            | 30,49 %           | Abgelehnt  |
| 12.02.2017 | Aargauische Volksinitiative "Arbeit und Weiterbildung für alle!" vom 11. Juni 2012                                                 | 42,2 %            | 29,35 %           | Abgelehnt  |
| 12.02.2017 | Aargauische Volksinitiative "JA zu einer guten Bildung – NEIN zum Lehrplan 21" vom 2. Juni 2015                                    | 42,4 %            | 30,48 %           | Abgelehnt  |
| 12.02.2017 | Gesetz über den Finanzausgleich zwischen den Gemeinden (Finanzausgleichsgesetz, FiAG) vom 1. März 2016                             | 42,1 %            | 57,51 %           | Angenommen |
| 12.02.2017 | Gesetz über den Ausgleich der Aufgabenverschiebungsbilanz sowie über die Übergangsbeiträge (AVBiG) vom 1. März 2016                | 42,0 %            | 57,22 %           | Angenommen |
| 27.11.2016 | Wassernutzungsgesetz (Gewässerrevitalisierungen)                                                                                   | 42,7 %            | 53,26 %           | Angenommen |
| 27.11.2016 | Ergänzungsleistungsgesetz (Anhebung des Vermögensverzehrs bei Ergänzungsleistungen zur IV)                                         | 42,7 %            | 47,56 %           | Abgelehnt  |
| 27.11.2016 | Steuergesetz (Begrenzung Pendlerabzug auf Fr. 7'000.-)                                                                             | 43,3 %            | 60,73 %           | Angenommen |
| 27.11.2016 | Schulgesetz (Abschaffung des Berufswahljahrs)                                                                                      | 43,2 %            | 49,70 %           | Abgelehnt  |
| 05.06.2016 | Wegfall des Steueranteils bei den Grundbuchabgaben (Änderung EG ZGB)                                                               | 42,8 %            | 43,26 %           | Abgelehnt  |
| 05.06.2016 | Gesetz über die familienergänzende Kinderbetreuung (Kinderbetreuungsgesetz; KiBeG) vom 12. Januar 2016 (Gegenvorschlag)            | 42,9 %            | 52,98 %           | Angenommen |
| 05.06.2016 | Aargauische Volksinitiative «"Kinder und Eltern" für familienergänzende Betreuungsstrukturen» vom 9. April 2013 (Hauptabstimmung)  | 42,9 %            | 24,79 %           | Abgelehnt  |
| 28.02.2016 | Aargauische Volksinitiative "Weg mit dem Tanzverbot!" vom 10. Oktober 2014                                                         | 61,5 %            | 48,16 %           | Abgelehnt  |
| 08.03.2015 | Aargauische Volksinitiative «zum Schutz von Menschen, Tieren und Umwelt vor privaten Feuerwerken» vom 30. Oktober 2012             | 39,6 %            | 35,50 %           | Abgelehnt  |
| 08.03.2015 | Gesetz über die Umsetzung der Leistungsanalyse vom 25. November 2014                                                               | 39,1 %            | 44,15 %           | Abgelehnt  |
| 28.09.2014 | Aargauische Volksinitiative «Für die Offenlegung der Politikfinanzierung» vom 31. Mai 2012                                         | 41,3 %            | 44,31 %           | Abgelehnt  |
| 18.05.2014 | Aargauische Volksinitiative «JA für Mundart im Kindergarten» vom 31. Mai 2012                                                      | 55,2 %            | 55,51 %           | Angenommen |
| 24.11.2013 | «Bezahlbare Pflege für alle» | 48,7 %            | 47,67 %           | Abgelehnt  |
| 22.09.2013 | «Ja zur ärztlichen Medikamentenabgabe»                                                                                             | 47,4 %            | 39,69 %           | Abgelehnt  |
| 22.09.2013 | «Miteinander statt Gegeneinander»                                                                                                  | 47,0 %            | 38,76 %           | Abgelehnt  |
| 09.06.2013 | Brugg/Windisch; K 128, Südwestumfahrung Brugg; Kreditbewilligung vom 5. März 2013                                                  | 34,4 %            | 68,23 %           | Angenommen |
| 03.03.2013 | Lenzburg; A1-Zubringer, Kantonsstrassen K 123 und K 247, Projekt Neuhof; Kreditbewilligung vom 4. Dezember 2012                    | 41 %              | 73,54 %           | Angenommen |
| 23.09.2012 | Verfassung des Kantons Aargau (Nutzung dies tiefen Untergrunds); Änderung vom 19. Juni 2012                                        | 37,4 %            | 79,85 %           | Angenommen |
| 23.09.2012 | Steuergesetz (StG); Änderung vom 22. Mai 2012                                                                                      | 37,9 %            | 69,81 %           | Angenommen |
| 23.09.2012 | Pflegegesetz (PflG); Änderung vom 28. Juni 2011                                                                                    | 37,5 %            | 65,42 %           | Angenommen |
| 17.06.2012 | Verfassung des Kantons Aargau (Land- und Waldwirtschaft); Änderung vom 13. Dezember 2011                                           | 32 %              | 82,55 %           | Angenommen |
| 17.06.2012 | Aargauische Volksinitiative «Für eine sichere Aargauer Kantonalbank» vom 23. Dezember 2009                                         | 32 %              | 35,03 %           | Abgelehnt  |
| 11.03.2012 | Verfassung des Kantons Aargau (Kindes- und Erwachsenenschutzrecht); Änderung vom 6. Dezember 2011                                  | 37,1 %            | 85,55 %           | Angenommen |
| 11.03.2012 | Verfassung des Kantons Aargau (Justizreform); Änderung vom 6. Dezember 2011                                                        | 37 %              | 84,22 %           | Angenommen |
| 11.03.2012 | Verfassung des Kantons Aargau (Vorhaben zur Stärkung der Volksschule); Änderung vom 8. November 2011                               | 37,4 %            | 79,83 %           | Angenommen |
| 11.03.2012 | Schulgesetz (Vorhaben zur Stärkung der Volksschule); Änderung vom 8. November 2011                                                 | 37,5 %            | 78,62 %           | Angenommen |
| 27.11.2011 | Verfassung des Kantons Aargau (Zusammenlegung der kantonalen Amts- und Rechnungsjahre auf den 1. Januar); Änderung vom 3. Mai 2011 | 38,8 %            | 88,47 %           | Angenommen |
| 27.11.2011 | Hundegesetz (HuG) vom 15. März 2011                                                                                                | 39,6 %            | 75,52 %           | Angenommen |
| 27.11.2011 | Gesetz über die Wahl des Grossen Rates (Grossratswahlgesetz); Änderung vom 7. Juni 2011                                            | 38,4 %            | 57,93 %           | Angenommen |
| 27.11.2011 | Aargauische Volksinitiative «Jagen ohne tierquälerisches Treiben» vom 13. Oktober 2010                                             | 39,8 %            | 32,63 %           | Abgelehnt  |
| 15.05.2011 | Mellingen/Wohlenschwil; NK 268 Umfahrung Mellingen; Kreditbewilligung vom 16. November 2010                                        | 25 %              | 60,11 %           | Angenommen |
| 13.02.2011 | Verfassung des Kantons Aargau (Gemeindereform Aargau [GeRAG]; 2. Paket); Änderung vom 21. September 2010                           | 43,5 %            | 82,12 %           | Angenommen |
| 13.02.2011 | Erwerb des Campus-Neubaus der Fachhochschule Nordwestschweiz in Brugg-Windisch; Kreditbewilligung vom 29. Juni 2010                | 44 %              | 81,25 %           | Angenommen |
| 13.06.2010 | Verfassung des Kantons Aargau (Umsetzung des Schweizerischen Zivilprozessrechts); Änderung vom 23. März 2010                       | 21,3 %            | 86,16 %           | Angenommen |
| 13.06.2010 | Verfassung des Kantons Aargau (Umsetzung des Schweizerischen Strafprozessrechts); Änderung vom 16. März 2010                       | 21,3 %            | 84,93 %           | Angenommen |
| 13.06.2010 | Einführungsgesetz zum Arbeitsrecht (EG ArR) vom 12. Januar 2010                                                                    | 21,5 %            | 46,4 %            | Abgelehnt  |

### 2000–2009
| Datum      | Titel der Vorlage | Stimm-Beteiligung | Anteil Ja-Stimmen | Resultat   |
| ---------- | --- | ----------------- | ----------------- | ---------- |
| 27.09.2009 | Verfassung des Kantons Aargau; Änderung vom 24. März 2009 (Rechtsgrundlage für die Schadenersatzpflicht von Kanton und Gemeinden)                                                                       | 34,4 %            | 68,48 %           | Angenommen |
| 27.09.2009 | Gesetz über Raumplanung, Umweltschutz und Bauwesen (Baugesetz, BauG); Änderung vom 10. März 2009 | 34,6 %            | 54,96 %           | Angenommen |
| 27.09.2009 | Gesetz über den Finanz- und Lastenausgleich (Finanzausgleichsgesetz, FLAG); Änderung vom 17. März 2009 (Abschaffung der Anrechnung eines Grundbedarfs im Finanzausgleich)                               | 34,4 %            | 48,83 %           | Abgelehnt  |
| 27.09.2009 | Gesetz über die Einwohnergemeinden (Gemeindegesetz); Änderung vom 17. März 2009 (Unterstützung von Gemeindezusammenschlüssen)                                                                           | 34,5 %            | 49,81 %           | Abgelehnt  |
| 27.09.2009 | Verfassung des Kantons Aargau; Änderung vom 17. März 2009 (Rechtsgrundlage für die Anordnung von Gemeindezusammenschlüssen durch den Grossen Rat)                                                       | 34,7 %            | 48,76 %           | Abgelehnt  |
| 27.09.2009 | Gesetz über die Einwohnergemeinden (Gemeindegesetz); Änderung vom 17. März 2009 (Rechtsgrundlage für die Anordnung von Gemeindezusammenschlüssen durch den Grossen Rat)                                 | 34,6 %            | 47,36 %           | Abgelehnt  |
| 17.05.2009 | Aargauische Volksinitiative vom 13. September 2007 «Für eine Energiepolitik mit Weitsicht» | 39,3 %            | 48,77 %           | Abgelehnt  |
| 17.05.2009 | Schulgesetz (Tagesstrukturen); Änderung vom 13. Januar 2009 | 39,7 %            | 47,84 %           | Abgelehnt  |
| 17.05.2009 | Schulgesetz (Lektionenzuteilung mit Sozialindex); Änderung vom 13. Januar 2009 | 39,6 %            | 43,6 %            | Abgelehnt  |
| 17.05.2009 | Schulgesetz (Harmonisierung der Schulstrukturen); Änderung vom 13. Januar 2009 | 39,7 %            | 41,35 %           | Abgelehnt  |
| 17.05.2009 | Verfassung des Kantons Aargau (Eingangsstufe); Änderung vom 13. Januar 2009 | 39,7 %            | 35,91 %           | Abgelehnt  |
| 17.05.2009 | Schulgesetz (Eingangsstufe); Änderung vom 13. Januar 2009 | 39,7 %            | 34,93 %           | Abgelehnt  |
| 30.11.2008 | Steuergesetz (StG); Änderung vom 9. September 2008 (vorgezogene Inkraftsetzung) | 42,9 %            | 68,62 %           | Angenommen |
| 01.06.2008 | Verfassung des Kantons Aargau; Änderung vom 4. Dezember 2007 (§ 50 Abs. 2bis, Administrative Entlastung von Unternehmen)                                                                                | 37 %              | 84,12 %           | Angenommen |
| 01.06.2008 | Verfassung des Kantons Aargau; Änderung vom 4. Dezember 2007 (§ 20 Abs. 1, Anpassung der Wirtschaftsfreiheit an Bundesrecht)                                                                            | 37 %              | 75,88 %           | Angenommen |
| 24.02.2008 | Verfassung des Kantons Aargau; Änderung vom 18. September 2007 | 32,7 %            | 78,01 %           | Angenommen |
| 24.02.2008 | Grossratswahlgesetz (Gesetz über die Wahl des Grossen Rates); Änderung vom 18. September 2007 | 32,7 %            | 76,17 %           | Angenommen |
| 24.02.2008 | Bahnhof Aarau: Erwerb von Stockwerkeigentum; Bewilligung Grosskredit vom 13. November 2007 | 33 %              | 66,81 %           | Angenommen |
| 24.02.2008 | Aargauische Volksinitiative vom 17. Januar 2006 «Gegen Bauverhinderung, für neue Arbeitsplätze» Abschaffung des Verbandsbeschwerderechts                                                                | 33,3 %            | 36,23 %           | Abgelehnt  |
| 17.06.2007 | Gesetz über das Kantons- und Gemeindebürgerrecht (KBüG); Änderung vom 12. Dezember 2006 | 29,4 %            | 68,16 %           | Angenommen |
| 11.03.2007 | Verfassung des Kantons Aargau; Änderung vom 24. Oktober 2006 | 37,6 %            | 78,52 %           | Angenommen |
| 26.11.2006 | Steuergesetz (StG); Änderung vom 22. August 2006 | 39,5 %            | 55,59 %           | Angenommen |
| 21.05.2006 | Gesetz über die Gewährleistung der öffentlichen Sicherheit (Polizeigesetz, PolG) vom 6. Dezember 2005                                                                                                   | 23,6 %            | 73,13 %           | Angenommen |
| 21.05.2006 | Aargauische Volksinitiative vom 19. Oktober 2004 «Mehr Sicherheit für alle!» | 23,5 %            | 62,98 %           | Angenommen |
| 27.11.2005 | Aargauische Volksinitiative vom 20. Oktober 2004 «Jagen ohne tierquälerisches Treiben» | 40,1 %            | 36,11 %           | Abgelehnt  |
| 25.09.2005 | Gesetz über den Ladenschluss; Aufhebung vom 1. März 2005 | 53,3 %            | 50,67 %           | Angenommen |
| 25.09.2005 | Aargauische Volksinitiative vom 4. November 2003 «Der Aargau bleibt Kulturkanton» | 52,1 %            | 41,6 %            | Abgelehnt  |
| 05.06.2005 | Verfassung des Kantons Aargau; Änderung vom 11. Januar 2005 (Reformen der Staatsleitung und der Verwaltungsführung)                                                                                     | 42,5 %            | 67,03 %           | Angenommen |
| 05.06.2005 | Finanzausgleichsgesetz; Änderung vom 18. Januar 2005 (Aufgabenteilung Kanton-Gemeinden) | 42,7 %            | 66,91 %           | Angenommen |
| 05.06.2005 | Gesetz über die Einwohnergemeinden (Gemeindegesetz); Änderung vom 18. Januar 2005 (Aufgabenteilung Kanton-Gemeinden)                                                                                    | 42,6 %            | 62,93 %           | Angenommen |
| 05.06.2005 | Verfassung des Kantons Aargau; Änderung vom 22. Februar 2005 (Aufgabenteilung Kanton-Gemeinden) | 42,6 %            | 62,96 %           | Angenommen |
| 05.06.2005 | Gesetz III zur Aufgabenteilung zwischen Kanton und Gemeinden (GAT III) vom 22. Februar 2005 | 42,6 %            | 61,8 %            | Angenommen |
| 05.06.2005 | Gesetz über die Grundbuchabgaben; Änderung vom 22. Juni 2004 (Referendum) | 43,3 %            | 33,58 %           | Abgelehnt  |
| 26.09.2004 | Gesetz über die Organisation des Grossen Rates und über den Geschäftsverkehr zwischen dem Grossen Rat, dem Regierungsrat und dem Obergericht (Geschäftsverkehrsgesetz [GVG]); Änderung vom 8. Juni 2004 | 43,1 %            | 74,4 %            | Angenommen |
| 26.09.2004 | Gesetz über die Organisation des Grossen Rates und über den Geschäftsverkehr zwischen dem Grossen Rat, dem Regierungsrat und dem Obergericht (Geschäftsverkehrsgesetz [GVG]); Änderung vom 8. Juni 2004 | 43,1 %            | 74,4 %            | Angenommen |
| 26.09.2004 | Grossratswahlgesetz (Gesetz über die Wahl des Grossen Rates); Änderung vom 8. Juni 2004 | 43,1 %            | 74,74 %           | Angenommen |
| 26.09.2004 | Grossratswahlgesetz (Gesetz über die Wahl des Grossen Rates); Änderung vom 8. Juni 2004 | 43,1 %            | 74,74 %           | Angenommen |
| 26.09.2004 | Gesetz über die Einwohnergemeinden (Gemeindegesetz); Änderung vom 8. Juni 2004 | 43,1 %            | 71,62 %           | Angenommen |
| 26.09.2004 | Gesetz über die Einwohnergemeinden (Gemeindegesetz); Änderung vom 8. Juni 2004 | 43,1 %            | 71,62 %           | Angenommen |
| 26.09.2004 | Referendum gegen die Einführung einer «Ausgaben- und Schuldenbremse»; Änderung vom 11. November 2003 des Gesetzes über den Finanzhaushalt des Kantons Aargau (Finanzhaushaltsgesetz, FHG)               | 43,3 %            | 60,48 %           | Angenommen |
| 26.09.2004 | Referendum gegen die Einführung einer «Ausgaben- und Schuldenbremse»; Änderung vom 11. November 2003 des Gesetzes über den Finanzhaushalt des Kantons Aargau (Finanzhaushaltsgesetz, FHG)               | 43,3 %            | 60,48 %           | Angenommen |
| 30.11.2003 | Gesetz über die Einwohnergemeinden (Gemeindegesetz); Änderung vom 20. Mai 2003 | 17,4 %            | 70,67 %           | Angenommen |
| 30.11.2003 | Verfassung des Kantons Aargau; Änderung vom 20. Mai 2003 | 17,4 %            | 70,64 %           | Angenommen |
| 30.11.2003 | Gesetz II zur Aufgabenteilung zwischen Kanton und Gemeinden (GAT II) vom 20. Mai 2003 | 17,4 %            | 62,16 %           | Angenommen |
| 18.05.2003 | Gesetz über die Anstellung von Lehrpersonen (GAL) vom 17. Dezember 2002 | 44 %              | 71,63 %           | Angenommen |
| 18.05.2003 | Einführungsgesetz zum Schweizerischen Zivilgesetzbuch (EG ZGB); Änderung vom 25. Februar 2003 | 43,8 %            | 70,79 %           | Angenommen |
| 18.05.2003 | Spitalgesetz (SpiG) vom 25. Februar 2003 | 44 %              | 62,61 %           | Angenommen |
| 18.05.2003 | Aargauische Volksinitiative «Abspecken beim Grossen Rat» vom 21. Mai 2001 | 44,3 %            | 63,84 %           | Angenommen |
| 24.11.2002 | Verfassung des Kantons Aargau; Änderung vom 25. Juni 2002 | 37,3 %            | 78,52 %           | Angenommen |
| 24.11.2002 | Gesetz über die Strafrechtspflege (StPO); Änderung vom 2. Juli 2002 | 37,2 %            | 78,07 %           | Angenommen |
| 24.11.2002 | Gesetz I über die Aufgabenteilung zwischen Kanton und Gemeinden (GAT I) vom 2. Juli 2002 | 37,2 %            | 66,08 %           | Angenommen |
| 24.11.2002 | Gesetz über die Einwohnergemeinden (Gemeindegesetz); Änderung vom 2. Juli 2002 | 37,2 %            | 64,8 %            | Angenommen |
| 22.09.2002 | Gesetz über Raumplanung, Umweltschutz und Bauwesen (Baugesetz, BauG), Änderung vom 26. März 2002 | 40 %              | 72,16 %           | Angenommen |
| 22.09.2002 | Volksinitiative «zum Schutze der Feldhasen und Blässhühner» vom 6. März 2000 | 40,7 %            | 42,45 %           | Abgelehnt  |
| 22.09.2002 | Volksinitiative «Einbürgerungen von Ausländern an die Urne» vom 12. Juli 1999 | 40,8 %            | 38,78 %           | Abgelehnt  |
| 02.06.2002 | Organisationsgesetz (Gesetz über die Organisation des Regierungsrates und der kantonalen Verwaltung), Änderung vom 26. Februar 2002                                                                     | 30,2 %            | 64,24 %           | Angenommen |
| 02.06.2002 | Gesetz über die politischen Rechte (GPR), Änderung vom 18. Dezember 2001 | 30,3 %            | 62,1 %            | Angenommen |
| 02.06.2002 | Verfassung des Kantons Aargau, Änderung vom 18. Dezember 2001 | 30,4 %            | 62,58 %           | Angenommen |
| 02.06.2002 | Gesetz über die Einwohnergemeinden (Gemeindegesetz), Änderung vom 18. Dezember 2001 | 30,3 %            | 58,09 %           | Angenommen |
| 10.06.2001 | Gesetz über die öffentliche Sozialhilfe und soziale Prävention (Sozialhilfe- und Präventionsgesetz, SPG) vom 6. März 2001                                                                               | 37 %              | 61,47 %           | Angenommen |
| 26.11.2000 | Gesetz über den Bau, den Unterhalt und die Finanzierung der National- und Kantonsstrassen sowie über den Vollzug des Strassenverkehrsrechtes (Strassenbaugesetz), Änderung vom 5. September 2000        | 36 %              | 74,02 %           | Angenommen |
| 24.09.2000 | Verfassung des Kantons Aargau (Lotteriewesen), Änderung vom 20. Juni 2000 | 38,1 %            | 77,79 %           | Angenommen |
| 24.09.2000 | Gesetz über die Grundzüge des Personalrechts (Personalgesetz, PersG) vom 16. Mai 2000 | 38,1 %            | 77,01 %           | Angenommen |
| 24.09.2000 | Verfassung des Kantons Aargau (Verfassungsrechtliche Grundlagen des Personalrechts), Änderung vom 16. Mai 2000                                                                                          | 38,1 %            | 77,09 %           | Angenommen |
| 24.09.2000 | Finanzausgleichsgesetz (FAG), Änderung vom 28. März 2000 | 38,1 %            | 72,73 %           | Angenommen |
| 24.09.2000 | Gesetz über den Betrieb von Geschicklichkeitsspielautomaten und die Kursaalabgabe (Spielbetriebsgesetz, SpBG) vom 20. Juni 2000                                                                         | 38 %              | 72,21 %           | Angenommen |
| 21.05.2000 | Gesetz über die politischen Rechte (GPR), Änderung vom 7. März 2000 | 39,8 %            | 70,91 %           | Angenommen |
| 12.03.2000 | Einführungsgesetz zum Schweizerischen Zivilgesetzbuch (EG ZGB), Änderung vom 16. November 1999 | 38,2 %            | 74,59 %           | Angenommen |
| 12.03.2000 | Schulgesetz; Änderung vom 11. Januar 2000. Teilrevision Etappe II; Regionalisierung der Oberstufe (Regos) und Verbesserung der Situation der Realschule                                                 | 38,6 %            | 59,49 %           | Angenommen |

### 1990–1999
| Datum      | Titel der Vorlage | Stimm-Beteiligung | Anteil Ja-Stimmen | Resultat   |
| ---------- | --- | ----------------- | ----------------- | ---------- |
| 28.11.1999 | Gesetz über Ergänzungsleistungen zur Alters-, Hinterlassenen- und Invalidenversicherung (Ergänzungsleistungsgesetz), Änderung vom 17. August 1999                                                              | 26,1 %            | 65,35 %           | Angenommen |
| 28.11.1999 | Einführungsgesetz zum Bundesgesetz über die Krankenversicherung (EG KVG), Änderung vom 31. August 1999 | 26,1 %            | 58,29 %           | Angenommen |
| 28.11.1999 | Gesetz über Raumplanung, Umweltschutz und Bauwesen (Baugesetz, BauG), Änderung vom 31. August 1999 | 26,1 %            | 55,55 %           | Angenommen |
| 28.11.1999 | Einführungsgesetz zu den Bundesgesetzen über Alters-, Hinterlassenenversicherung und die Invalidenversicherung (EG AHVG/IVG), Änderung vom 31. August 1999                                                     | 26,1 %            | 47,98 %           | Abgelehnt  |
| 28.11.1999 | Volksinitiative «Lehre statt Leere! Für genügend Ausbildungsplätze und den Erhalt der Berufswahlschulen» vom 14. Oktober 1996                                                                                  | 26,5 %            | 39 %              | Abgelehnt  |
| 28.11.1999 | Volksinitiative «Für einen gerechten Vollzug der Verbilligung der Krankenkassenprämien» vom 18. November 1996                                                                                                  | 26,4 %            | 37,66 %           | Abgelehnt  |
| 28.11.1999 | Volksinitiative «Qualität stat Quantität! Für kleinere Klassengrössen, mehr Freifächer, Schulsport und Mitbestimmung» vom 14. Oktober 1996                                                                     | 26,5 %            | 32,38 %           | Abgelehnt  |
| 13.06.1999 | Gesetz über Massnahmen des Finanzpakets vom 9. März 1999 | 39,5 %            | 62,67 %           | Angenommen |
| 13.06.1999 | Volksinitiative «Ja zur Jugendförderung» vom 7. März 1995 und | 39,3 %            | 30,62 %           | Abgelehnt  |
| 18.04.1999 | Verfassung des Kantons Aargau, Änderung vom 22. Dezember 1998 | 33,1 %            | 63,26 %           | Angenommen |
| 18.04.1999 | Steuergesetz vom 15. Dezember 1998 | 33,3 %            | 63,17 %           | Angenommen |
| 27.09.1998 | Gesetz über die Katastrophenhilfe und zivile Verteidigung (KZVG), Änderung vom 23. Juni 1998 | 46,8 %            | 76,88 %           | Angenommen |
| 27.09.1998 | Verfassung des Kantons Aargau, Änderung vom 23. Juni 1998 | 46,5 %            | 68,54 %           | Angenommen |
| 27.09.1998 | Energiegesetz des Kantons Aargau, Änderung vom 23. Juni 1998 | 46,5 %            | 67,41 %           | Angenommen |
| 07.06.1998 | Schulgesetz, Änderung vom 17. März 1998 | 36,3 %            | 76,14 %           | Angenommen |
| 15.03.1998 | Gesetz über das Gastgewerbe und den Kleinhandel mit alkoholhaltigen Getränken (Gastgewerbegesetz, GGG) vom 25. November 1997                                                                                   | 18,4 %            | 87,53 %           | Angenommen |
| 23.11.1997 | Waldgesetz des Kantons Aargau (AWaG) vom 1. Juli 1997 | 17,9 %            | 83,82 %           | Angenommen |
| 23.11.1997 | Gesetz über Massnahmen zur Erneuerung der Justiz vom 9. September 1997 | 17,8 %            | 82,61 %           | Angenommen |
| 23.11.1997 | Gesetz zur Anpassung der Führungsstrukturen (G Führungsstrukturen) vom 16. September 1997 | 17,8 %            | 76,39 %           | Angenommen |
| 28.09.1997 | Aargauisches Fachhochschulgesetz (AFHG) vom 27. Mai 1997 | 38,2 %            | 77,91 %           | Angenommen |
| 28.09.1997 | Volksinitiative «Bessere Information bei Majorzwahlen» vom 28. November 1995 | 38 %              | 77,03 %           | Angenommen |
| 28.09.1997 | Volksinitiative «Mehr Demokratie bei Einbürgerungen» vom 27. August 1996 | 38,5 %            | 27,98 %           | Abgelehnt  |
| 08.06.1997 | Einführungsgesetz zum Ausländerrecht (EG AR) vom 14. Januar 1997 | 30,8 %            | 80,17 %           | Angenommen |
| 22.09.1996 | Gesetz über die Erhaltung und Förderung der Landwirtschaft (Landwirtschaftsgesetz), Änderung vom 11. Juni 1996                                                                                                 | 29,5 %            | 67,93 %           | Angenommen |
| 22.09.1996 | Gesetz über die Gebäude- und Fahrnisversicherung, Änderung vom 18. Juni 1996 | 29,4 %            | 66,4 %            | Angenommen |
| 22.09.1996 | Gesetz über die Ladenöffnungszeiten (Ladenöffnungsgesetz, LöG) vom 11. Juni 1996 | 30 %              | 39,22 %           | Abgelehnt  |
| 22.09.1996 | Gesetz über den Bau, Unterhalt und die Finanzierung der National- und Kantonsstrassen (Strassenbaugesetz, StrBG) vom 18. Juni 1996                                                                             | 29,8 %            | 29,96 %           | Abgelehnt  |
| 09.06.1996 | Gesetz über die Förderung des öffentlichen Verkehrs (Verkehrsgesetz) vom 2. September 1995; Teilrevision und Umbenennung in «Gesetz über den Öffentlichen Verkehr ÖVG»                                         | 25,9 %            | 64,17 %           | Angenommen |
| 09.06.1996 | Gesetz über das Feuerwehrwesen vom 23. März 1971; Teilrevision | 25,9 %            | 54,81 %           | Angenommen |
| 10.03.1996 | Gesetz über die Strafrechtspflege (Strafprozessordnung), Änderung vom 6. Dezember 1995 (Anpassung an das Konkordat über die Rechtshilfe und die interkantonale Zusammenarbeit in Strafsachen)                  | 33,3 %            | 82,76 %           | Angenommen |
| 10.03.1996 | Volksinitiative für ein fakultatives Stimm- und Wahlrecht für Ausländerinnen und Ausländer auf Gemeindeebene                                                                                                   | 33,8 %            | 15,44 %           | Abgelehnt  |
| 26.11.1995 | Einführungsgesetz zum Bundesgesetz über die Krankenversicherung (EG KVG) vom 5. September 1995 | 28,4 %            | 61,28 %           | Angenommen |
| 25.06.1995 | Verfassung des Kantons Aargau (Sanierungspaket), Änderung vom 21. März 1995 | 32,5 %            | 64,28 %           | Angenommen |
| 25.06.1995 | Gesetz über die Massnahmen 1994 zur Sanierung des kantonalen Finanzhaushalts vom 21. März 1995 | 32,5 %            | 57,36 %           | Angenommen |
| 25.06.1995 | Gesetz über die Kürzung von Staatsbeiträgen vom 21. März 1995 | 32,5 %            | 50,96 %           | Angenommen |
| 04.12.1994 | Gesetz über die Gesetzessammlungen und das Amtsblatt (Publikationsgesetz, PuG) vom 30. August 1994 | 37,5 %            | 72,8 %            | Angenommen |
| 04.12.1994 | Finanzausgleichsgesetz, Änderung vom 6. September 1994 | 37,6 %            | 65,59 %           | Angenommen |
| 12.06.1994 | Einführungsgesetz zu den Bundesgesetzen über die Alters- und Hinterlassenenversicherung und die Invalidenversicherung (EG AHVG/IVG) vom 15. März 1994                                                          | 40,1 %            | 73,49 %           | Angenommen |
| 12.06.1994 | Steuergesetz (Gesetz über die Steuern auf Einkommen, Vermögen, Grundstückgewinnen, Erbschaften und Schenkungen), Änderung vom 18. Januar 1994 (kleine Teilrevision)                                            | 40,1 %            | 69,5 %            | Angenommen |
| 12.06.1994 | Steuergesetz (Gesetz über die Steuern auf Einkommen, Vermögen, Grundstückgewinnen, Erbschaften und Schenkungen), Änderung vom 18. Januar 1994 (Gegenvorschlag zur zurückgezogenen «Vorsorge-Initiative»)       | 40 %              | 67,77 %           | Angenommen |
| 06.06.1993 | Gesetz über die Leistung von Staatsbeiträgen an Altersheime (Altersheimgesetz, AHG), Aenderung vom 22. Dezember 1992                                                                                           | 45,3 %            | 80,56 %           | Angenommen |
| 06.06.1993 | Zivilpflegegesetz (Zivilprozessordnung, ZPO), Änderung vom 10. November 1992 | 44,7 %            | 72,87 %           | Angenommen |
| 06.06.1993 | Gesetz über Raumplanung, Umweltschutz und Bauwesen (Baugesetz, BauG) vom 19. Januar 1993 | 45,5 %            | 69,94 %           | Angenommen |
| 06.06.1993 | Gesetz über das Ortsbürgerrecht (OBüG) vom 22. Dezember 1992 | 45 %              | 65,14 %           | Angenommen |
| 06.06.1993 | Volksinitiative «Auen-Schutzpark – für eine bedrohte Lebensgemeinschaft» | 45,8 %            | 66,97 %           | Angenommen |
| 06.06.1993 | Gesetz über das Kantons- und Gemeindebürgerrecht (KBüG) vom 22. Dezember 1992 | 45 %              | 62,05 %           | Angenommen |
| 06.06.1993 | Energiegesetz des Kantons Aargau vom 9. März 1993 | 45,4 %            | 53,75 %           | Angenommen |
| 06.06.1993 | Volksinitiative «zu einem Gesetz über Natur- und Landschaftsschutz im Kanton Aargau» | 45,7 %            | 40,48 %           | Abgelehnt  |
| 17.05.1992 | Gesetz über die politischen Rechte (GPR) vom 10. März 1992 | 32 %              | 77,85 %           | Angenommen |
| 16.02.1992 | Volksinitiative vom 27. Februar 1987 «Energiesparen – Umwelt bewahren», für ein kantonales Energiespargesetz                                                                                                   | 37,4 %            | 32,05 %           | Abgelehnt  |
| 02.06.1991 | Verfassung des Kantons Aargau; Änderung vom 26. März 1991 (Einführung des Stimmrechts ab dem 18. Altersjahr)                                                                                                   | 27,5 %            | 69,84 %           | Angenommen |
| 02.12.1990 | Gesetz über die Organisation des Grossen Rates und über den Verkehr zwischen dem Grossen Rat, dem Regierungsrat und dem Obergericht (Geschäftsverkehrsgesetz, GVG) vom 19. Juni 1990                           | 23,9 %            | 71,79 %           | Angenommen |
| 02.12.1990 | Gesetz über die Besteuerung von Kapitalgesellschaften (Aktiengesellschaften, Kommanditaktiengesellschaften, Gesellschaften mit beschränkter Haftung) und der Genossenschaften, Änderung vom 11. September 1990 | 24,1 %            | 52,85 %           | Angenommen |
| 23.09.1990 | Gesetz über den Finanzhaushalt des Kantons (Finanzhaushaltsgesetz) vom 3. Juli 1990 | 35,3 %            | 70,62 %           | Angenommen |

### 1980–1989
| Datum      | Titel der Vorlage | Stimm-Beteiligung | Anteil Ja-Stimmen | Resultat   |
| ---------- | --- | ----------------- | ----------------- | ---------- |
| 04.06.1989 | Brandschutzgesetz (Gesetz über den vorbeugenden Brandschutz) vom 21. Februar 1989                                                                       | 31,3 %            | 68,43 %           | Angenommen |
| 04.06.1989 | Volksinitiative zu einem Gesetz über die Erhaltung und Pflege des Klingnauer Stausees und seiner Umgebung                                               | 31,6 %            | 43,62 %           | Abgelehnt  |
| 04.12.1988 | Gesetz über Kinderzulagen für Arbeitnehmer, Änderung vom 13. September 1988                                                                             | 43,6 %            | 70,37 %           | Angenommen |
| 12.06.1988 | Steuergesetz (Gesetz über die Steuern auf Einkommen, Vermögen, Grundstückgewinnen, Erbschaften und Schenkungen), Änderung vom 26. Januar 1988           | 35,8 %            | 58,17 %           | Angenommen |
| 12.06.1988 | Grossratswahlgesetz (Gesetz über die Wahl des Grossen Rates) vom 8. März 1988                                                                           | 35,4 %            | 52,05 %           | Angenommen |
| 06.03.1988 | Gesetz über die Erhaltung und Förderung der Landwirtschaft (Landwirtschaftsgesetz), Änderung vom 15. Dezember 1987                                      | 21,9 %            | 76,8 %            | Angenommen |
| 06.03.1988 | Gesundheitsgesetz vom 10. November 1987 | 22 %              | 77,02 %           | Angenommen |
| 06.12.1987 | Gesetz über die Festsetzung des Schuljahresbeginns auf den Spätsommer vom 23. Juni 1987                                                                 | 43,4 %            | 76,62 %           | Angenommen |
| 06.12.1987 | Änderung des Einführungsgesetzes zum Schweizerischen Zivilgesetzbuch (neues Ehe- und Erbrecht) vom 23. Juni 1987                                        | 43,2 %            | 74,21 %           | Angenommen |
| 06.12.1987 | Einführungsgesetz zum Bundesgesetz über den Erwerb von Grundstücken durch Personen im Ausland (EG BewG) vom 23. Juni 1987                               | 42,9 %            | 70,94 %           | Angenommen |
| 06.12.1987 | Volksinitiative für mehr Demokratie im Strassenbau und                                                                                                  | 42,8 %            | 38,57 %           | Abgelehnt  |
| 05.04.1987 | Gesetz über die Entschädigung der Mitglieder des Grossen Rates vom 16. Dezember 1986                                                                    | 37,8 %            | 58,11 %           | Angenommen |
| 16.03.1986 | Gesetz über Beiträge an ausserordentliche Massnahmen bei Waldschäden vom 14. Januar 1986                                                                | 48,2 %            | 56,96 %           | Angenommen |
| 01.12.1985 | Gerichtsorganisationsgesetz (Gesetz über die Organisation der ordentlichen richterlichen Behörden) (GOG) vom 11. Dezember 1984                          | 27,8 %            | 63,79 %           | Angenommen |
| 01.12.1985 | Zivilrechtspflegegesetz (Zivilprozessordnung) (ZPO) vom 18. Dezember 1984                                                                               | 27,8 %            | 62,93 %           | Angenommen |
| 01.12.1985 | Anwaltsgesetz (Gesetz über die Ausübung des Anwaltsberufes) (AnwG) vom 18. Dezember 1984                                                                | 27,8 %            | 62,36 %           | Angenommen |
| 01.12.1985 | Volksinitiative vom 3. Juli 1984 zur Förderung des Ausschankes alkoholfreier Getränke in den Gaststätten                                                | 28,8 %            | 68,38 %           | Angenommen |
| 01.12.1985 | Einführungsgesetz zum Bundesgesetz über die obligatorische Arbeitslosenversicherung und die Insolvenzentschädigung (EG AVIG) vom 20. August 1985        | 28,2 %            | 57,78 %           | Angenommen |
| 22.09.1985 | Organisationsgesetz (Gesetz über die Organisation des Regierungsrates und der kantonalen Verwaltung) vom 26. März 1985                                  | 41,9 %            | 52,38 %           | Angenommen |
| 20.01.1985 | Änderung vom 18. September 1994 des Einführungsgesetzes zum Schweizerischen Zivilgesetzbuch (Stiftungen)                                                | 24,5 %            | 68,68 %           | Angenommen |
| 02.12.1984 | Volksinitiative «Stimmrecht 18» | 33,4 %            | 35,5 %            | Abgelehnt  |
| 23.09.1984 | Volksinitiative auf Aenderung des Strassenbaugesetzes                                                                                                   | 40,2 %            | 64,56 %           | Angenommen |
| 23.09.1984 | Gesetz über den Vollzug des Strassenverkehrsgesetzes vom 6. März 1984                                                                                   | 40,1 %            | 60,84 %           | Angenommen |
| 20.05.1984 | Steuergesetz (Gesetz über die Steuern auf Einkommen, Vermögen, Grundstückgewinnen, Erbschaften und Schenkungen) vom 13. Dezember 1983                   | 39,1 %            | 66,5 %            | Angenommen |
| 20.05.1984 | Unvereinbarkeitsgesetz vom 29. November 1983 | 37,7 %            | 58,58 %           | Angenommen |
| 25.03.1984 | Energiegesetz des Kantons Aargau vom 6. September 1983                                                                                                  | 11,3 %            | 37,81 %           | Abgelehnt  |
| 26.02.1984 | Einführungsgesetz zum Bundesgesetz über die Berufsbildung (EG BBG) vom 8. November 1983                                                                 | 48,5 %            | 69,04 %           | Angenommen |
| 04.12.1983 | Änderung vom 17. Mai 1983 des Einführungsgesetzes zum Schweizerischen Zivilgesetzbuch (Aufhebung des Pflichtteilrechts der Geschwister)                 | 29,1 %            | 71,51 %           | Angenommen |
| 04.12.1983 | Finanzausgleichsgesetz vom 29. Juni 1983 | 29,2 %            | 55,69 %           | Angenommen |
| 26.06.1983 | Gesetz über die Niederlassung und den Aufenthalt der Schweizer vom 8. März 1983                                                                         | 15,7 %            | 66,16 %           | Angenommen |
| 26.06.1983 | Gesetz über Katastrophenhilfe und zivile Verteidigung vom 18. Januar 1983                                                                               | 15,8 %            | 63,89 %           | Angenommen |
| 26.06.1983 | Volksinitiative für eine wirksame Beschäftigungspolitik (Beschäftigungsinitiative)                                                                      | 15,8 %            | 22,8 %            | Abgelehnt  |
| 28.11.1982 | Gesetz zur Aufgabenreform zwischen Kanton und Gemeinden vom 14. September 1982                                                                          | 28,9 %            | 48,58 %           | Abgelehnt  |
| 26.09.1982 | Sozialhilfegesetz vom 2. März 1982 | 20,6 %            | 51,15 %           | Angenommen |
| 29.11.1981 | Gesetz über die Begnadigung vom 17. März 1981 | 24,9 %            | 69,26 %           | Angenommen |
| 27.09.1981 | Schulgesetz vom 17. März 1981 | 28,8 %            | 56,21 %           | Angenommen |
| 25.01.1981 | Gesetz über die Erhaltung und Förderung der Landwirtschaft (Landwirtschaftsgesetz) vom 11. November 1980                                                | 17,5 %            | 76,69 %           | Angenommen |
| 25.01.1981 | Änderung vom 28. Oktober 1980 des Einführungsgesetzes zum Schweizerischen Zivilgesetzbuch (Fürsorgerische Freiheitsentziehung)                          | 17,5 %            | 72,83 %           | Angenommen |
| 30.11.1980 | Gesetz über den Beitrag des Kantons Aargau an das gesamtschweizerische Bildungswesen vom 23. September 1980                                             | 39,4 %            | 63,22 %           | Angenommen |
| 30.11.1980 | Änderung vom 23. September 1980 des Gesetzes über das Wirtschaftswesen und den Handel mit geistigen Getrünken (Wirtschaftsgesetz)                       | 39,2 %            | 54,24 %           | Angenommen |
| 30.11.1980 | Änderung vom 2. September 1980 des Gesetzes über Kinderzulagen für Arbeitnehmer                                                                         | 39,5 %            | 37,39 %           | Abgelehnt  |
| 28.09.1980 | Änderung vom 1. Juli 1980 des Gesetzes über die direkten Staats- und Gemeindesteuern und über den direkten Finanzausgleich unter den Einwohnergemeinden | 20,4 %            | 74,34 %           | Angenommen |
| 28.09.1980 | Einführungsgesetz zum Bundesgesetz über die Binnenschiffahrt vom 7. Mai 1980                                                                            | 20,4 %            | 64,83 %           | Angenommen |
| 28.09.1980 | Verfassung des Kantons Aargau vom 25. Juni 1980 | 20,4 %            | 65,82 %           | Angenommen |
| 28.09.1980 | Gesetz über die Grundbuchabgaben vom 7. Mai 1980 | 20,2 %            | 60,19 %           | Angenommen |
| 28.09.1980 | Volksinitiative für AHV/IV-Beihilfen | 20,4 %            | 43,01 %           | Abgelehnt  |
| 02.03.1980 | Änderung der Staatsverfassung und Gesetz über die Einwohnergemeinden (Gemeindegesetz) vom 19. Dezember 1978                                             | 33,3 %            | 63,39 %           | Angenommen |
| 02.03.1980 | Gesetz über die Ortsbürgergemeinden vom 19. Dezember 1978                                                                                               | 33,3 %            | 60,24 %           | Angenommen |

### 1970–1979
| Datum      | Titel der Vorlage | Stimm-Beteiligung | Anteil Ja-Stimmen | Resultat   |
| ---------- | --- | ----------------- | ----------------- | ---------- |
| 02.12.1979 | Einführungsgesetz zum schweizerischen Obligationenrecht (Kantonale Ferienregelung), Änderung vom 6. März 1979 | 21,1 %            | 73,84 %           | Angenommen |
| 02.12.1979 | Gesetz über den Bau, den Unterhalt und die Finanzierung der National- und Kantonsstrassen sowie über den Vollzug des Strassenverkehrsrechtes (Strassenbaugesetz), Änderung vom 18. September 1979                   | 21,1 %            | 66,9 %            | Angenommen |
| 02.12.1979 | Frage betreffend Weiterführung der Totalrevision der Staatsverfassung: Soll die Gesamtrevision der aargauischen Staatsverfassung fortgesetzt werden?                                                                | 21,1 %            | 50,27 %           | Angenommen |
| 02.12.1979 | Frage betreffend Weiterführung der Totalrevision der Staatsverfassung: Soll, falls die Mehrheit der Stimmenden die Fortsetzung der Gesamtrevision beschliesst, diese einem neuen Verfassungsrat übertragen werden?  | 21,1 %            | 38,02 %           | Abgelehnt  |
| 29.04.1979 | Änderung des Schulgesetzes vom 20. Februar 1979 | 20,9 %            | 59,56 %           | Angenommen |
| 29.04.1979 | Verfassung des Kantons Aargau vom 13. Dezember 1978 | 20,9 %            | 43,48 %           | Abgelehnt  |
| 03.12.1978 | Gesetz über die Beteiligung des Kantons Aargau an der Ausbildung von Studenten der Medizin vom 17. Oktober 1978 | 40,5 %            | 63,74 %           | Angenommen |
| 28.05.1978 | Gesetz über das Halten und Besteuern der Hunde; AÄnderung vom 14. März 1978 | 50,5 %            | 66,82 %           | Angenommen |
| 28.05.1978 | Gesetz über die Viehversicherung; Änderung vom 14. März 1978 | 49 %              | 56,57 %           | Angenommen |
| 28.05.1978 | Gesetz über die Leistungen des Staates für das Volksschulwesen; Änderung vom 14. März 1978 | 49,4 %            | 50,91 %           | Angenommen |
| 28.05.1978 | Gesetz über die Förderung der Ausbildung (Stipendiengesetz); Änderung vom 14. März 1978 | 49,7 %            | 46,42 %           | Abgelehnt  |
| 28.05.1978 | Gesetz über die Gebäude- und Fahrnisversicherung; Änderung vom 14. März 1978 | 49,1 %            | 38,58 %           | Abgelehnt  |
| 28.05.1978 | Initiative für kleinere Schulklassen | 50,5 %            | 46,65 %           | Abgelehnt  |
| 28.05.1978 | Strassenbaugesetz; Änderung vom 14. März 1978 | 49,4 %            | 40,16 %           | Abgelehnt  |
| 04.12.1977 | Änderung des Einführungsgesetzes zum Schweizerischen Zivilgesetzbuch (Kindesrecht) vom 27. September 1977 | 35,5 %            | 80,5 %            | Angenommen |
| 04.12.1977 | Änderung der Staatsverfassung (Aufhebung des Geschworenengerichtes und Änderung des Gesetzes über die Strafrechtspflege (Strafprozessordnung)) vom 24. Januar 1977                                                  | 35,2 %            | 69,31 %           | Angenommen |
| 04.12.1977 | Einführungsgesetz zum eidgenössischen Gewässerschutzgesetz (EG GSchG) vom 11. Januar 1977 | 46,1 %            | 76,83 %           | Angenommen |
| 23.01.1977 | Gesetz über die Lagerung und Beseitigung von ausgedienten Fahrzeugen vom 17. August 1976 | 21,1 %            | 77,94 %           | Angenommen |
| 23.01.1977 | Volksbeschluss über die Aufnahme von Anleihen für die Finanzierung eines ausserordentlichen Kunjunkturbudgets vom 7. Dezember 1976                                                                                  | 20 %              | 31,96 %           | Abgelehnt  |
| 21.03.1976 | Volksbeschluss über die Ausrichtung eines Staatsbeitrages an die Stiftung für Behinderte Wettingen vom 27. Januar 1976                                                                                              | 38,2 %            | 82,91 %           | Angenommen |
| 21.03.1976 | Volksbeschluss über die Ausrichtung eines Staatsbeitrages an die Genossenschaft Borna Blinden- und Invalidenheim Boningen vom 27. Januar 1976                                                                       | 38,2 %            | 82,52 %           | Angenommen |
| 07.12.1975 | Volksbeschluss über den Beitritt des Kantons Aargau zum Konkordat über das Ausbildungszentrum für Obst-, Wein- und Gartenbau in Wädenswil ZH (Fachschule, Berufsschule und Technikum) vom 19. August 1975           | 33,7 %            | 70,09 %           | Angenommen |
| 07.12.1975 | Gesetz über die Förderung des öffentlichen Verkehrs (Verkehrsgesetz) vom 2. September 1975 | 33,6 %            | 60,8 %            | Angenommen |
| 07.12.1975 | Gesetz über das Wirtschaftswesen und den Handel mit geistigen Getränken, Aenderung vom 8. April 1975 | 33,6 %            | 57,46 %           | Angenommen |
| 07.12.1975 | Volksbegehren für die Einführung der getrennten Besteuerung der unabhängig vom Beruf, Geschäft oder Gewerbe des Ehemannes erwerbstätigen Ehefrau                                                                    | 33,9 %            | 47,92 %           | Abgelehnt  |
| 16.10.1975 | Einführungsgesetz zu den Bundesgesetzen über die Arbeitsvermittlung und die Arbeitslosenversicherung, Aenderung vom 19. August 1975                                                                                 | 49,1 %            | 77,79 %           | Angenommen |
| 08.06.1975 | Ergänzung der Staatsverfassung um einen Art. 85bis betreffend den Schutz der aargauischen Heilquellen und Heilbäder vom 11. März 1975                                                                               | 38,3 %            | 78,37 %           | Angenommen |
| 08.06.1975 | Volksbeschluss über den Beitritt des Kantons Aargau zur Interkantonalen Vereinbarung über den Salzverkauf in der Schweiz vom 8. April 1975                                                                          | 38,2 %            | 75,01 %           | Angenommen |
| 08.12.1974 | Gesetz über die Leistung von Staatsbeiträgen an Altersheime (Altersheimgesetz) vom 8. Oktober 1974 | 37,7 %            | 69,6 %            | Angenommen |
| 08.12.1974 | Ausführungsgesetz zum Bundesgesetz über Schuldbetreibung und Konkurs, Änderung vom 8. Oktober 1974 | 37,2 %            | 58,72 %           | Angenommen |
| 22.09.1974 | Gegenentwurf des Grossen Rates vom 25. Juni 1974 für die Änderung des Gesetzes über die direkten Staats- und Gemeindesteuern und des Gesetzes über die Besteuerung der Kapitalgesellschaften und Genossenschaften   | 28,6 %            | 57,03 %           | Angenommen |
| 22.09.1974 | Volksbegehren für den Erlass eines Gesetzes über die Erhebung einer Reichtumssteuer | 28,6 %            | 11,03 %           | Abgelehnt  |
| 09.06.1974 | Gesetz über die Besteuerung der Grundstückgewinne vom 2. April 1974 | 28 %              | 33,19 %           | Abgelehnt  |
| 23.09.1973 | Gesetz über die Aargauische Kantonalbank vom 3. Juli 1973 | 33,9 %            | 57,59 %           | Angenommen |
| 23.09.1973 | Gesetz über das Gastgewerbe und den Handel mit alkoholhaltigen Getränken (Wirtschaftsgesetz) vom 27. Februar 1973                                                                                                   | 34,4 %            | 43,74 %           | Abgelehnt  |
| 20.05.1973 | Gesetz über die öffentlichen Ruhetage und die Öffnungszeiten in Verkaufsgeschäften vom 30. Januar 1973 | 45,1 %            | 39,49 %           | Abgelehnt  |
| 03.12.1972 | Gesetz über die Förderung des Baues von Alters-, Invaliden- und Familienwohnungen sowie die Regional- und Ortsplanung (Abänderung) vom 22. August 1972                                                              | 50,5 %            | 74,39 %           | Angenommen |
| 03.12.1972 | Gesetz über Kinderzulagen für Arbeitnehmer (Abänderung) vom 20. September 1972 | 50,4 %            | 73,88 %           | Angenommen |
| 03.12.1972 | Schulgesetz (Abänderung) vom 9. Mai 1972 | 50 %              | 67,84 %           | Angenommen |
| 04.06.1972 | Totalrevision der Staatsverfassung, Grundsatzbeschluss des Grossen Rates vom 29. Juni 1971 | 31,3 %            | 66,74 %           | Angenommen |
| 12.12.1971 | Gesetz über den Bau, Ausbau und Betrieb sowie die Finanzierung der Spitäler und Krankenheime (Spitalgesetz) vom 19. Oktober 1971                                                                                    | 37,2 %            | 82,57 %           | Angenommen |
| 21.11.1971 | Gesetz über die Besteuerung von Kapitalgesellschaften (Aktiengesellschaften, Kommanditaktiengesellschaften, Gesellschaften mit beschränkter Haftung und der Genossenschaften) vom 5. Oktober 1971 vom 23. März 1971 | 44,7 %            | 82,45 %           | Angenommen |
| 21.11.1971 | Gesetz über das Feuerwehrwesen vom 23. März 1971 | 44,7 %            | 72,76 %           | Angenommen |
| 06.06.1971 | Gesetz über die Leistung von Staatsbeiträgen an den Bau von Altersheimen (Abänderung) vom 15. Dezember 1970 | 65,8 %            | 85,93 %           | Angenommen |
| 06.06.1971 | Gesetz über die Anpassung der Gesetzgebung über Wahlen und Abstimmungen und über die ausserordentliche Gemeindeorganisation an das Frauenstimmrecht vom 23. März 1971                                               | 65,8 %            | 69,41 %           | Angenommen |
| 06.06.1971 | Abänderung der Art. 22 Abs. 1 und 95 der Staatsverfassung und Baugesetz des Kantons vom 2. Februar 1971 | 65,6 %            | 58,69 %           | Angenommen |
| 07.02.1971 | Verfassungsrevision über die Einführung des Frauenstimmrechts in kantonalen und Gemeindeangelegenheiten (Abänderung von Art. 5 und 11 der Staatsverfassung) vom 18. August 1970                                     | 73 %              | 51,71 %           | Angenommen |
| 20.12.1970 | Gesetz über die direkten Staats- und Gemeindesteuern und über den direkten Finanzausgleich unter den Einwohnergemeinden (Abänderung) vom 10. November 1970                                                          | 60,4 %            | 51,61 %           | Angenommen |
| 15.11.1970 | Volksbegehren für den Erlass eines neuen Reusstalgesetzes | 67,8 %            | 46,81 %           | Abgelehnt  |
| 15.11.1970 | Abänderung von Art. 36 Abs. 1 der Staatsverfassung betreffend Entschädigung der Mitglieder des Grossen Rates vom 1. September 1970                                                                                  | 67,8 %            | 42,66 %           | Abgelehnt  |
| 27.09.1970 | Volksbeschluss über den Bau einer Motorfahrzeugkontrolle im Lenzhard in Schafisheim vom 17. März 1970 | 64,5 %            | 58,31 %           | Angenommen |
| 10.05.1970 | Einführungsgesetz zum Bundesgesetz über die Berufsbildung vom 3. März 1970 | 60,9 %            | 63,78 %           | Angenommen |
| 10.05.1970 | Volksbeschluss über die Errichtung der Vorbereitungsstufe einer Hochschule im Kanton Aargau vom 17. Februar 1970 | 60,9 %            | 52,08 %           | Angenommen |
| 10.05.1970 | Schulgesetzes (Abänderung) vom 17. März 1970 | 60,9 %            | 49,72 %           | Abgelehnt  |